# 23 ذو القعدة
- السبت
- الأحد
- الاثنين
- الثلاثاء
- الأربعاء
- الخميس
- الجمعة

- 2826 أبريل 2025
- 2927 أبريل 2025
- 3028 أبريل 2025
- 129 أبريل 2025
- 230 أبريل 2025
- 31 مايو 2025
- 42 مايو 2025
- 53 مايو 2025
- 64 مايو 2025
- 75 مايو 2025
- 86 مايو 2025
- 97 مايو 2025
- 108 مايو 2025
- 119 مايو 2025
- 1210 مايو 2025
- 1311 مايو 2025
- 1412 مايو 2025
- 1513 مايو 2025
- 1614 مايو 2025
- 1715 مايو 2025
- 1816 مايو 2025
- 1917 مايو 2025
- 2018 مايو 2025
- 2119 مايو 2025
- 2220 مايو 2025
- 2321 مايو 2025
- 2422 مايو 2025
- 2523 مايو 2025
- 2624 مايو 2025
- 2725 مايو 2025
- 2826 مايو 2025
- 2927 مايو 2025
- 128 مايو 2025
- 229 مايو 2025
- 330 مايو 2025

23 ذو القعدة أو 23 ذو القعدة الحرام أو يوم 23 \ 11 (اليوم الثالث والعشرون من الشهر الحادي عشر) هو اليوم الثامن عشر بعد الثلاثمائة (318) من أيَّام السنة (أو التاسع عشر بعد الثلاثمائة لو كان شهر رمضان مُتممًا لليوم الثلاثين أو العشرون بعد الثلاثمائة لو أتم كلاً من صفر وربيع الآخر وجمادى الآخرة وشعبان ورمضان ثلاثين يوماً) وفق التقويم الهجري القمري (العربي). يبقى بعده 36 أو 37 يومًا لانتهاء السنة.

## أحداث
- 932هـ - استعراض الجيش العثماني بقيادة سليمان القانوني بعد انتصاره على المجر في المعركة التي دارت بينهما في وادي «موهاج» بجنوبي المجر، وكان هذا النصر سببًا في سقوط مملكة المجر، واستسلام عاصمتها بودابست للدولة العثمانية.
- 1341هـ - قوات الإمام يحيى حميد الدين تنجح في قمع حركات بعض المشايخ الانفصالية؛ وأصدر أوامره إلى قواته بالتوجه صوب المحميات العدنية؛ ليرغم بريطانيا على فك حصارها عن البحر الأحمر، وأستولت قوات الإمام على أراضي سلطنة القعيطي، وإقليم البيضاء الواقع إلى الشرق من عدن.
- 1353هـ - عرض أول فيلم مصري ناطق وهو فيلم شجرة الدر بطولة آسيا وماري كويني وإخراج أحمد جلال عن قصة جرجي زيدان.
- 1369هـ - الجمعية التأسسية السورية تُقر الدستور الجديد للبلاد وتعيد انتخاب هاشم الاتاسي كرئيس لسوريا.
- 1381هـ - العراق يرفض منح الأكراد الحكم الذاتي في الشمال، إبان فترة حكم عبد الكريم قاسم.
- 1411هـ - تعيين سيد أحمد غزالي رئيسًا للحكومة الجزائرية.
- 1425هـ - الكويت تعتقل عددًا من العسكريين الكويتيين بتهمة التخطيط لضرب القوات الأمريكية في الكويت.
- 1426هـ - تشاد تعلن الحرب على السودان بعد اتهامها بأحداث مدينة آدري التي ذهب ضحيتها 100 قتيل.
- 1437هـ -
  - افتتاح جسر السلطان سليم الأول الذي يمر أعلى مضيق البسفور بتركيا والذي يعد أطول جسر معلق في العالم.
  - مجلس نواب الشعب التونسي يمنح الثقة لحكومة يوسف الشاهد الذي أصبح أصغر رئيس حكومة في تاريخ البلاد.
- 1443 هـ - مصرع أكثر من 1500 وإصابة أكثر من 2000 جراء زلزال ضرب أفغانستان وباكستان بلغت شدته 6 بمقياس ريختر.

## مواليد
- 1347هـ - كمال الصليبي، مؤرخ لبناني.
- 1349هـ - أغنيس ماري منصور، راهِبة كاثوليكية أَمريكية من أصل لُبناني.
- 1352هـ - عبد الرحمن أبو زهرة، ممثل مصري.
- 1358 هـ - سعود الفيصل، وزير خارجية المملكة العربية السعودية السابق.
- 1359هـ - ناصر المحمد الأحمد الصباح، رئيس وزراء الكويت.
- 1371هـ - عائشة الرازم، شاعرة وصحفية ورسامة فلسطينية - أردنية.
- 1377هـ - جمال سليم، داعية إسلامي وسياسي فلسطيني وقيادي في حركة المقاومة الإسلامية (حماس).
- 1398هـ - نبيل عيسى، ممثل مصري.
- 1401هـ - شيماء علي، ممثلة إيرانية تعيش في الكويت.

## وفيات
- 341هـ - إسماعيل بن محمد نزار المنصور بالله، ثالث الخلفاء الفاطميين.
- 1026هـ - أحمد الأول، السلطان الرابع العشر من سلاطين الدولة العثمانية.
- 1349هـ - جبران خليل جبران، شاعر وفيلسوف ومتصوف أمريكي من أصل لبناني وأحد شعراء المهجر.
- 1361هـ - محمد كامل عمرو، وزير ودبلوماسي مصري.
- 1375هـ - عيسى المعلوف، عالم لغوي ومؤرخ لبناني وعضو مجمع اللغة العربية بالقاهرة ودمشق.
- 1388هـ - محمد فؤاد عبد الباقي، باحث مصري في علوم الحديث النبوي.
- 1398هـ - نجيب سرور، شاعر مصري.
- 1420هـ - السيد سابق، داعية مصري.
- 1424هـ - معروف الدواليبي، رئيس وزراء سوريا.
- 1432هـ -
  - أنيس منصور، كاتب صحفي وأديب مصري.
  - فايدة كامل، مغنية وممثلة وسياسية مصرية.
- 1440هـ -
  - الباجي قائد السبسي، خامس رؤساء الجمهورية التونسية.
  - فاروق الفيشاوي، ممثل مصري.

## وصلات خارجية
- موقع قصة الإسلام: حدث في شهر ذو القعدة.